# Polymastia toporoki
Polymastia toporoki är en svampdjursart som beskrevs av Koltun 1966. Polymastia toporoki ingår i släktet Polymastia och familjen Polymastiidae. Inga underarter finns listade i Catalogue of Life.